# La torre de la golondrina
La torre de la golondrina (en polaco: Wieża jaskółki), es una novela escrita por Andrzej Sapkowski, publicado  en Polonia en 1997, es la cuarta novela en La saga del brujo.

## Argumento
En esta ocasión, el punto de partida es la curación y recuperación de Ciri a manos de Vysogota de Corvo, un anciano eremita que vive en soledad oculto en un pantano, al que va explicando todas las aventuras y desventuras que ha sufrido para llegar moribunda y con la cara prácticamente destrozada ante él. A partir de ahí, va aclarando lo acontecido: la exterminación de "Los Ratas" a manos del brutal y sangriento Leo Bonhart, mercenario contratado por Steffan "Autillo" Skellen, renegado nilfgaardiano que decide actuar por cuenta ajena a la línea oficial nilfgaardiana, además del suplicio de Ciri como prisionera de Bonhart y cómo éste la obliga a participar en salvajes peleas clandestinas.
Otros tantos mercenarios van siguiendo la pista a Geralt y su grupo que, una vez surgidas las dudas sobre el verdadero paradero de Ciri, deciden acudir a un grupo de druidas del este para que le guíe en su búsqueda. No obstante, no son los únicos que la buscan a la "Leoncilla de Cintra": los nilfgaardianos desean encontrar a la auténtica Ciri para que su emperador la despose; el deformado Vilgefortz, para practicar horribles experimentos con ella; las hechiceras, para que se una a ellas y utilizarla en el juego político, con afán de atraer a la rica y poderosa región neutral de Kovir a su causa; Y Yennefer, liberada de su encantamiento y, supuestamente, al servicio de la nueva Logia de Hechiceras, para asegurarse que sigue bien.
Ciri, no obstante, no desea que otros decidan por ellas. Decide vengarse de sus maltratadores y enfrentarse a su destino, más allá de la oculta puerta de la Torre de la Golondrina.

## Publicación
La primera edición del libro en español fue publicada por la editorial Bibliopolis en traducción de José María Faraldo. Una segunda edición fue publicada por la editorial Alamut.